# The Dog Island
The Dog Island è un videogioco per PlayStation 2 e Wii.

## Trama
Il protagonista della storia, un cane, vive con sua madre e il suo giovane fratello (o sorella) nel villaggio di Puroro. Il fratello del protagonista è ammalato da parecchio tempo e non dà segni di miglioramento, e durante la notte del festival cittadino le sue condizioni peggiorano. Avendo saputo che solo il dottor Potan di Dog Island può curare la sua malattia, il protagonista si imbarca su una nave diretta all'isola per incontrare il dottore. Purtroppo la nave incontra una tempesta a metà del viaggio ed è costretta a doverlo annullare, ma il protagonista è ostinato ad andare a Dog Island. Inizierà così una lunga avventura che porterà il vostro personaggio a fare nuove scoperte e a riuscire a curare il fratello.

## Minigiochi
Nel gioco sono presenti 5 minigiochi:
- Pesca
- Collezione di insetti
- Calcio
- Gara di corsa
- Slittino

## Accessori
Nel gioco è possibile acquistare accessori come cappelli o bandane. Per farlo è necessario ottenere i Bau. Per ottenere dei Bau si devono aiutare gli altri animali, raccogliere oggetti e venderli ai collezionisti, vincere ai minigiochi o imparare nuovi odori.